# Dysphoria semicolon
Dysphoria semicolon är en fjärilsart som beskrevs av Walsingham 1907. Dysphoria semicolon ingår i släktet Dysphoria och familjen fransmalar. Inga underarter finns listade i Catalogue of Life.